# Olivia inspi' reira (Trapnest)
Albums de Olivia
The Lost Lolli
(2000)
Compilations par Olivia Lufkin
NANA BEST
(2007)
Singles
Olivia inspi' reira (Trapnest) est le 3e album de Olivia, sorti sous le label Cutting Edge le 28 février 2007 au Japon et le 7 juillet 2007 en Europe. Il se vend à 9 753 exemplaires la première semaine, et reste classé pendant 3 semaines, pour un total de 13 581 exemplaires vendus. C'est le 3e album le plus vendu de Olivia à ce jour. L'album sort en format CD+DVD, en Europe, il sort en format CD+DVD et en format deluxe avec 2CD+DVD.
Cet album reprend les chansons du célèbre anime Nana dans lequel Olivia prête sa voix pour les chansons du groupe Trapnest.

## Liste des titres de l'album japonais
| 1.  | a little pain                      | 5:17 |
| 2.  | Wish                               | 3:48 |
| 3.  | Starless Night                     | 4:17 |
| 4.  | Shadow Of Love                     | 4:25 |
| 5.  | Tell Me                            | 3:41 |
| 6.  | Rock You                           | 4:04 |
| 7.  | Winter Sleep                       | 5:58 |
| 8.  | Recorded Butterflies -Studio Live- | 4:55 |
| 9.  | Wish -Live-                        | 4:35 |
| 10. | a little pain -Studio Live-        | 5:11 |

| 1. | NANA SPECIAL STREET LIVE at Shinjuku Station Square 25th June 2006 (a little pain+SpidERƧpins) |  |
| 2. | a little pain -TRAPNEST original animation clip (Studio Live TV size ver)-                     |  |

## Liste des titres de l'album deluxe européen
| 1. | Wish             | 3:48 |
| 2. | Starless Night   | 4:17 |
| 3. | Close your Eyes  | 5:43 |
| 4. | Winter Sleep     | 5:58 |
| 5. | Tears & Rainbows | 4:46 |
| 6. | Let Go           | 3:00 |

| 1. | If You Only Knew       | 4:30 |
| 2. | Stars Shining Out      | 4:46 |
| 3. | Dream Catcher          | 4:40 |
| 4. | Who's Gonna Stop it?   | 4:33 |
| 5. | Cloudy World           | 4:24 |
| 6. | Cut Me Free            | 4:05 |
| 7. | Wish (english version) | 3:45 |

| 1. | Stars Shining Out (Video Clip)                |  |
| 2. | Wish (Video Clip)                             |  |
| 3. | Wish (Animation Video Clip)                   |  |
| 4. | Alone In Your Castel (Live At Shibuya O-West) |  |
| 5. | Let Go (Live At Shibuya O-West)               |  |
| 6. | Spiderspins (Live At Shibuya O-West)          |  |
| 7. | Devil's In Me (Live At Shibuya O-West)        |  |